# Potęgowo (gmina)
Potęgowo – gmina wiejska w województwie pomorskim, w powiecie słupskim. W latach 1975–1998 gmina położona była w województwie słupskim. Położona we wschodniej części powiatu słupskiego, w zlewniach rzek Łupawy i Łeby.
W skład gminy wchodzą 24 sołectwa: Chlewnica, Czerwieniec, Darżyno, Darżynko, Dąbrówno, Głuszynko, Głuszyno, Grapice, Grąbkowo, Karznica, Łupawa, Malczkowo, Nieckowo, Nowa Dąbrowa, Nowe Skórowo, Potęgowo, Radosław, Runowo, Rzechcino, Skórowo, Warcimino, Wieliszewo, Żochowo, Żychlin
Siedziba gminy to Potęgowo.
Według danych z 31 grudnia 2010 gminę zamieszkiwało 7123 osób. Natomiast według danych z 31 grudnia 2017 roku gminę zamieszkiwało 6979 osób.

## Struktura powierzchni
Według danych z roku 2002 gmina Potęgowo ma obszar 227,92 km², w tym:
- użytki rolne: 66%
- użytki leśne: 26%

Gmina stanowi 9,89% powierzchni powiatu.

## Demografia

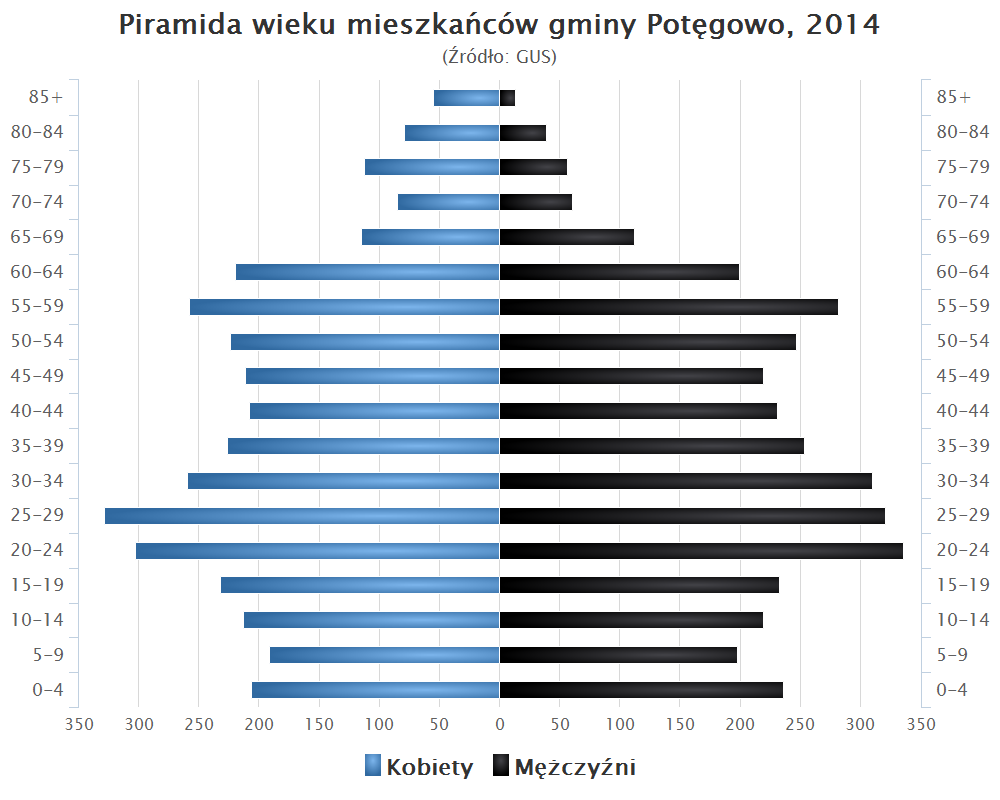
Piramida wieku mieszkańców gminy Potęgowo w 2014 roku

Dane z 30 czerwca 2004:
| Opis                              | Ogółem | Ogółem | Kobiety | Kobiety | Mężczyźni | Mężczyźni |
| --------------------------------- | ------ | ------ | ------- | ------- | --------- | --------- |
| jednostka                         | osób   | %      | osób    | %       | osób      | %         |
| populacja                         | 7205   | 100    | 3580    | 49,7    | 3625      | 50,3      |
| gęstość zaludnienia (mieszk./km²) | 31,6   | 31,6   | 15,7    | 15,7    | 15,9      | 15,9      |

## Zabytki
- Cmentarzysko ludności kultury wielbarskiej w Głuszynie,
- Pałac w Poganicach w stylu eklektycznych willi podmiejskich z początku XX wieku,
- Rokokowy kościół w Łupawie z 1772 roku.
- Grodzisko

## Ochrona przyrody
- Rezerwat przyrody Grodzisko Runowo 29,66 ha, ochrona buczyny, buki i dęby o obwodach przekraczających 3 metry oraz grodzisko wraz z osadą i cmentarzyskiem kurhanowym. Zespół osadniczy powstały w II połowie IX wieku nad brzegiem rzeki Pogorzelicy.

## Sąsiednie gminy
Cewice, Czarna Dąbrówka, Damnica, Dębnica Kaszubska, Główczyce, Nowa Wieś Lęborska

## Gminy partnerskie
- Petrovo